# Seznam králů Sikyónu

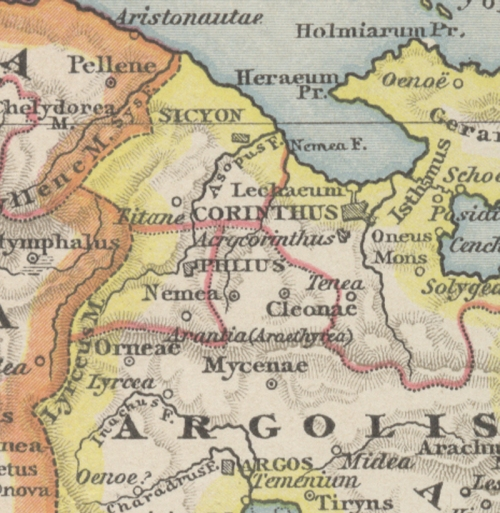
Sikyón ležící severozápadně od města Korint

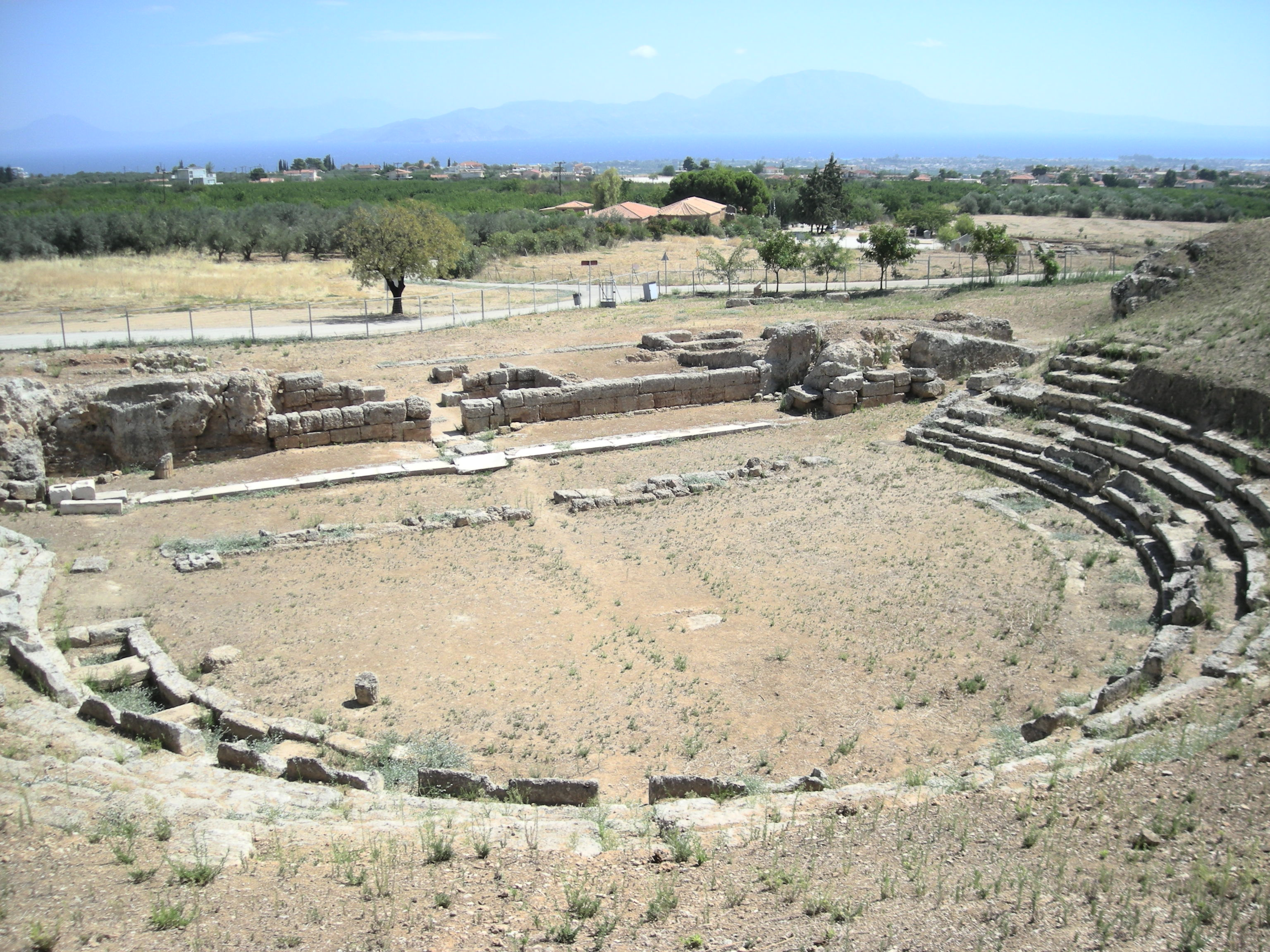
Antické divadlo v Sikyónu

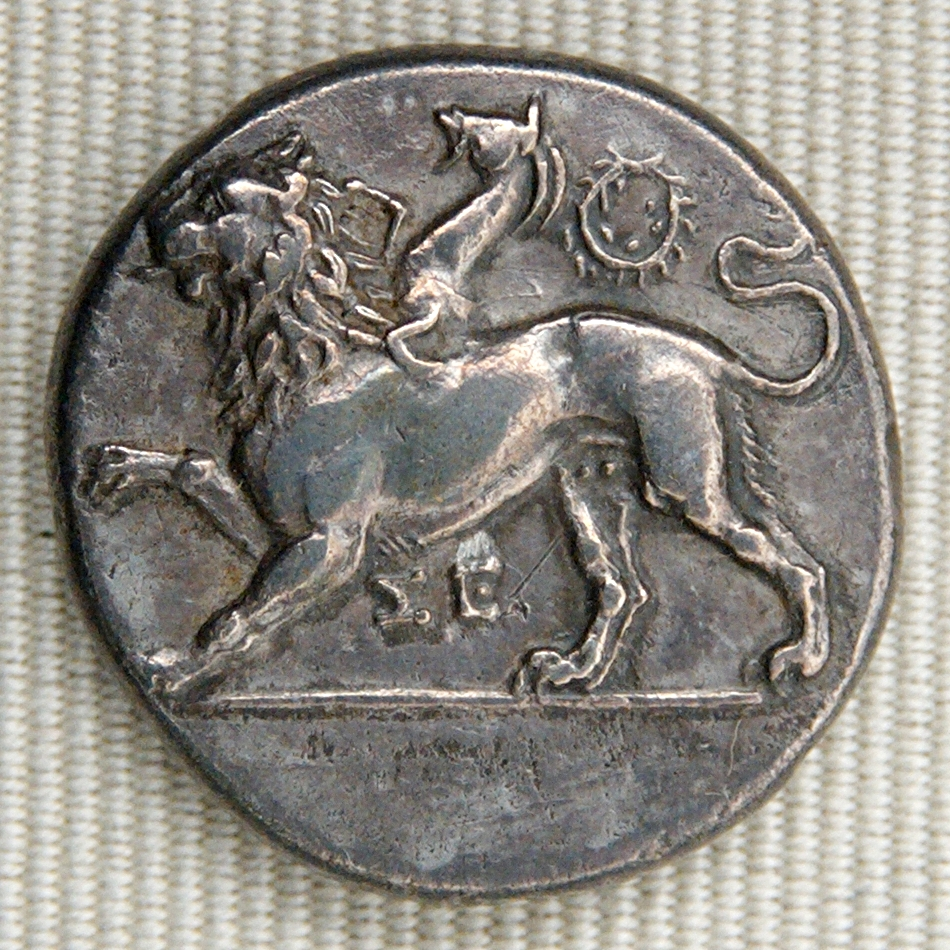
Sikyónská didrachma, cca 380 př. n. l.

Sikyón, starověké řecké město u severovýchodního pobřeží Peloponésu, založil mytický král Aigialeus, syn říčního boha Inachis.
Řecké mýty říkají, že po potopě světa, kterou seslal na lidstvo nejvyšší bůh Zeus, se Deukalión se svou ženou Pyrrhou stali zakladateli nového lidského rodu. Říční bůh Inachos, hned po potopě vykopal v Argolidě kanály a odvedl všechny stojaté vody do moře a tak vytvořil z Argolidy obyvatelnou krajinu. Po zalidnění země se stal jejím prvním králem. Jeho synové pak založili města, která patří podle mýtů i archeologických nálezů mezi nejstarší v Řecku. Starší syn Foróneus založil království Foroneia a město Foroneus, první na Peloponésu a mladší syn Aigialeus se stal zakladatelem a králem města Aigialea, které po mnoha stoletích změnilo svůj název na Sikyón po stejnojmenném králi Sikyónovi.
Křesťanský historik Augustin z Hippa ve svém díle De civitate Dei (O obci boží) píše, že se Abrahám, biblická postava ze starozákonní knihy Genesis narodil v době, kdy už malé království Sikyón existovalo.
Následující tabulka uvádí seznam králů Sikyónu až po 26. krále Zeuxippa, zaznamenaný řeckým historikem Eusebiem z Kaisareie.Dalších pět zaznamenal antický autor Pausaniás 
| Seznam králů Sikyónu    |                         |                         |                                        |                                        |                                        |
| Panovník                | Panovník                | Panovník                | Období vlády (letopočty jsou fiktivní) | Období vlády (letopočty jsou fiktivní) | Období vlády (letopočty jsou fiktivní) |
| Aigialeus               | Aigialeus               | Aigialeus               | 22. století př. n. l.                  |                                        |                                        |
| EVR                     | EVR                     | EVR                     | 21. století př. n. l.                  |                                        |                                        |
| Telchin                 | Telchin                 | Telchin                 | 21. století př. n. l.                  |                                        |                                        |
| Apis                    | Apis                    | Apis                    | 20. století př. n. l.                  |                                        |                                        |
| Thelxión                | Thelxión                | Thelxión                | 20. století př. n. l.                  |                                        |                                        |
| Aigyros                 | Aigyros                 | Aigyros                 | 20. století př. n. l.                  |                                        |                                        |
| Thourimachos            | Thourimachos            | Thourimachos            | 19. století př. n. l.                  |                                        |                                        |
| Leukippos               | Leukippos               | Leukippos               | 19. století př. n. l.                  |                                        |                                        |
| Messapos                | Messapos                | Messapos                | 18. století př. n. l.                  |                                        |                                        |
| Peratos                 | Peratos                 | Peratos                 | 18. století př. n. l.                  |                                        |                                        |
| Plémnaios               | Plémnaios               | Plémnaios               | 18. století př. n. l.                  |                                        |                                        |
| Orthopolis              | Orthopolis              | Orthopolis              | 17. století př. n. l.                  |                                        |                                        |
| Marathónios             | Marathónios             | Marathónios             | 16. století př. n. l.                  |                                        |                                        |
| Marathios               | Marathios               | Marathios               | 16. století př. n. l.                  |                                        |                                        |
| Echyreus                | Echyreus                | Echyreus                | 16. století př. n. l.                  |                                        |                                        |
| Korax                   | Korax                   | Korax                   | 15. století př. n. l.                  |                                        |                                        |
| Epópeus                 | Epópeus                 | Epópeus                 | 15. století př. n. l.                  |                                        |                                        |
| Lamedón                 | Lamedón                 | Lamedón                 | 15. století př. n. l.                  |                                        |                                        |
| Sikyón                  | Sikyón                  | Sikyón                  | 14. století př. n. l.                  |                                        |                                        |
| Polybos                 | Polybos                 | Polybos                 | 14. století př. n. l.                  |                                        |                                        |
| Adrastos                | Adrastos                | Adrastos                | 13. století př. n. l.                  |                                        |                                        |
| Ianiskos (nebo Inachos) | Ianiskos (nebo Inachos) | Ianiskos (nebo Inachos) | 13. století př. n. l.                  |                                        |                                        |
| Faistos                 | Faistos                 | Faistos                 | 13. století př. n. l.                  |                                        |                                        |
| Polyfeides              | Polyfeides              | Polyfeides              | 13. století př. n. l.                  |                                        |                                        |
| Pelasgos                | Pelasgos                | Pelasgos                | 13. století př. n. l.                  |                                        |                                        |
| Zeuxippos               | Zeuxippos               | Zeuxippos               | 12. století př. n. l.                  |                                        |                                        |
| Hippolytos              | Hippolytos              | Hippolytos              | 12. století př. n. l.                  |                                        |                                        |
| Lakestades              | Lakestades              | Lakestades              | 11. století př. n. l.                  |                                        |                                        |
| Lakestades a Falkes     | Lakestades a Falkes     | Lakestades a Falkes     | 11. století př. n. l.                  |                                        |                                        |
| Rhégnidas               | Rhégnidas               | Rhégnidas               | 11. století př. n. l.                  |                                        |                                        |

Podle Eusebia z Kaisareie těchto 26 králů Sikyónu vládlo po dobu 959 let. Po Zeuxippovi se dostali k moci kněží boha Apollóna Karneia, kteří vládli 33 let. Dórský bůh Apollón Karneios byl nejvýznamnějším bohem uctívaným hlavně v oblastech Peloponésu. V Sikyónu měl svatyni a na jeho počest (ve Spartě v měsíci zvaném "karneios", tj. druhá polovina srpna a první zářijová) se každoročně konal největší devítidenní svátek Karneia. Jelikož patřil Apolón Karneios k nejuctívanějším bohům v náboženském životě obyvatelstva Sikyónu, jeho kněží měli zřejmě velký vliv na politické dění v zemi.
| Vláda kněží v Sikyóne |            |            |            |            |            |
| Jméno                 | Jméno      | Jméno      | Doba vlády | Doba vlády | Doba vlády |
| Archelaos             | Archelaos  | Archelaos  | 1 rok      |            |            |
| Automedón             | Automedón  | Automedón  | 1 rok      |            |            |
| Theoklytos            | Theoklytos | Theoklytos | 4 roky     |            |            |
| Eunéos                | Eunéos     | Eunéos     | 6 let      |            |            |
| Theonomos             | Theonomos  | Theonomos  | 9 let      |            |            |
| Amfigyes              | Amfigyes   | Amfigyes   | 12 let     |            |            |
| Charidémos            | Charidémos | Charidémos | 1 rok      |            |            |